# Bullet (moteur physique)
Pour les articles homonymes, voir Bullet (homonymie).
Bullet est un moteur physique simulant la détection de collisions ainsi que la mécanique des corps rigides et déformables. Le moteur est distribué sous la forme d'une bibliothèque logicielle libre sous Licence zlib. Son auteur principal, Erwin Coumans, a été distingué par le Scientific and Technical Academy Award pour son travail sur Bullet.

## Historique
L'auteur principal du moteur, Erwin Coumans, a travaillé précédemment sur le projet Havok. Tout d'abord hébergé sur SourceForge.net, puis sur Google Code, le projet évolue actuellement sur GitHub.
Au congrès AMD Developer Summit (APU) de novembre 2013, Erwin Coumans a présenté  Bullet 3 muni d'une bibliothèque OpenCL de simulation des corps rigides.

## Fonctionnalités
- Détection de collision pour les formes primitives : sphère, parallélépipède rectangle, cylindre, cône, coque convexe et maillage de triangles
- Calcul de distance entre objets convexes par l'algorithme GJK
- Détection de collisions par balayage
- Détection de collision continue (CCD)
- Contraintes
- Support du format COLLADA 1.4
- Système de modules pour la personnalisation de la physique

Bullet fournit le modèle de solide indéformable (Rigid body dynamics (en))  de Blender pour ses modules de modélisation, de rendu et d'animation.
Le site internet de Bullet héberge aussi un forum destiné à des discussions généralistes autour du sujet de la simulation physique pour les jeux vidéo et l'animation.